# Jardín Botánico Nacional Walter Sisulu
El Jardín Botánico Nacional Walter Sisulu (en inglés: Walter Sisulu National Botanical Garden) es un área de reserva de 308 hectáreas (30,8 km²) y en su interior se encuentra un jardín botánico y una zona paisajista de unas 20 hectáreas de extensión. 
Forma parte del « South Africa's National Botanical Gard ».  
Es miembro del BGCI y presenta trabajos para la International Agenda Registration (Agenda Internacional para la Conservación de los Jardines Botánicos).
El código de reconocimiento internacional del Walter Sisulu National Botanical Garden como institución botánica (en el Botanical Gardens Conservation International - BGCI), y como las siglas de su herbario son NBGW.

## Localización
Se encuentra al este de Johannesburgo.
Walter Sisulu National Botanical Garden, Beacon Road, Poortview, Roodepoort, 1724, PO Box 2194, Wilro Park, 1731, Sudáfrica. 
Planos y vistas satelitales.26°5′19″S 27°50′36″E / -26.08861, 27.84333
- Promedio Anual de Lluvias: 750 mm
- Altitud: 1.00 m s. n. m.

## Historia
Este jardín botánico fue establecido en 1982 como una reserva botánica en Johannesburgo. Es el jardín botánico más reciente del « South African National Biodiversity Institute ».
En el jardín anida la única pareja de águila negra africana que hay en Johannesburgo.

## Colecciones
Más del 90% de las plantas de sus colecciones son plantas indígenas de la vegetación natural del « Rocky Highveld Grassland  » (Alto Veld), con unas 600 especies de plantas. Esta zona está formado por un mosaico de tierras de hierbas en sabana, con densas zonas de arbustos, sobre todo junto a las corrientes de los arroyos.
Entre sus colecciones más destacables cabe mencionar:
- Las laderas de herbáceas con arbustos « wooded grassland slopes » con especies como Protea caffra, Acacia caffra, Cussonia paniculata subsp. sinuata,
- Los cortados rocosos con Englerophytum magalismontanum, y Ancylobotrys.
- Las plantas del Alto Veld, como Aloe peglerae, Khadia beswickii, Ledebouria rupestris y Ledebouria galpinii.

## Actividades
En este centro se despliega una serie de actividades a lo largo de todo el año:
- Programas de conservación
- Programas de conservación « Ex Situ »
- Estudios de nutrientes de plantas
- Ecología
- Conservación de Ecosistemas
- Programas educativos
- Etnobotánica
- Exploración
- Horticultura
- Restauración Ecológica
- Sistemática y Taxonomía
- Sostenibilidad
- Index Seminum
- Exhibiciones de plantas especiales
- Sociedad de amigos del botánico
- Cursos para el público en general

## Algunas imágenes

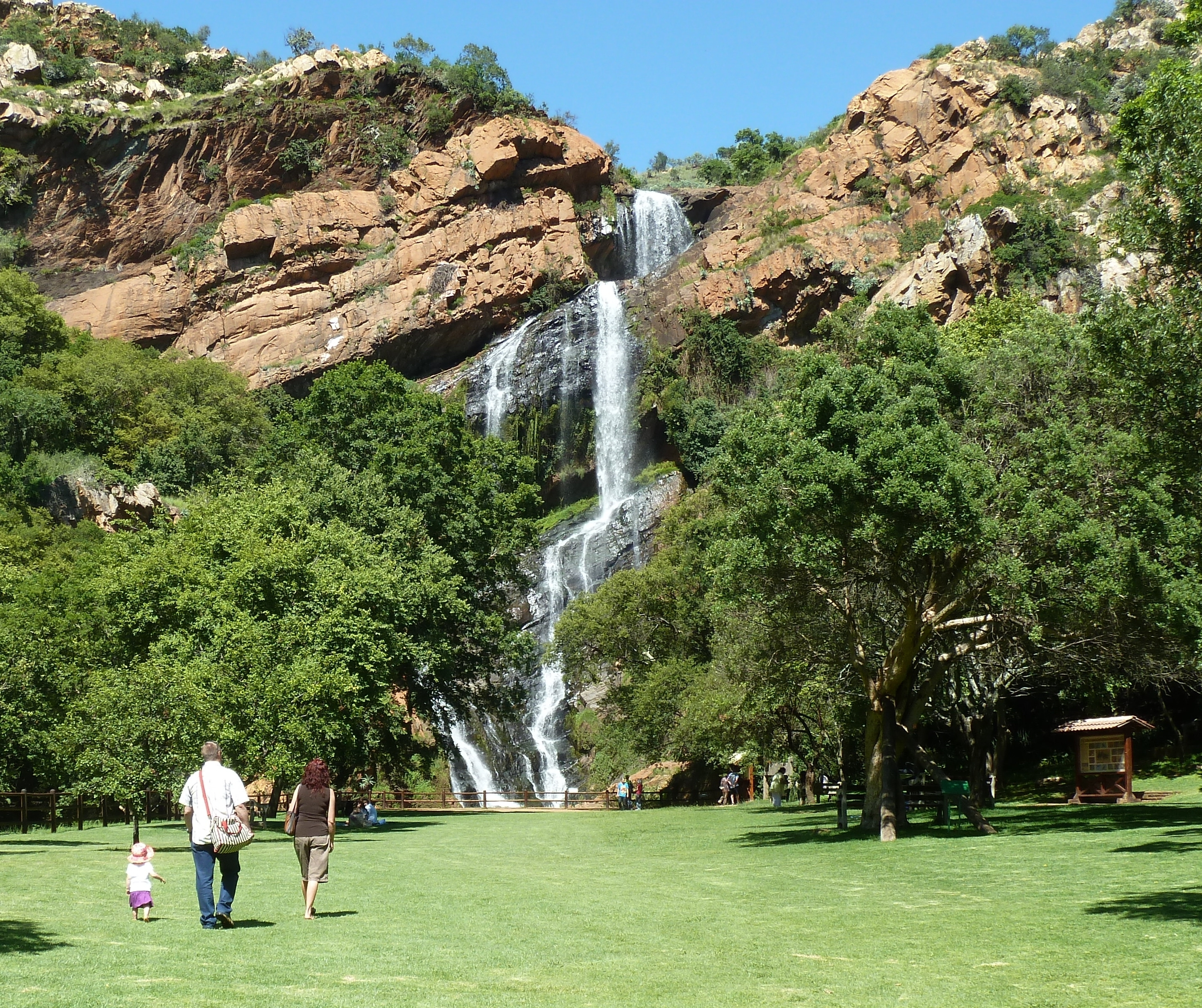
Cascada en Muldersdrif se Loop, Walter Sisulu NBT.
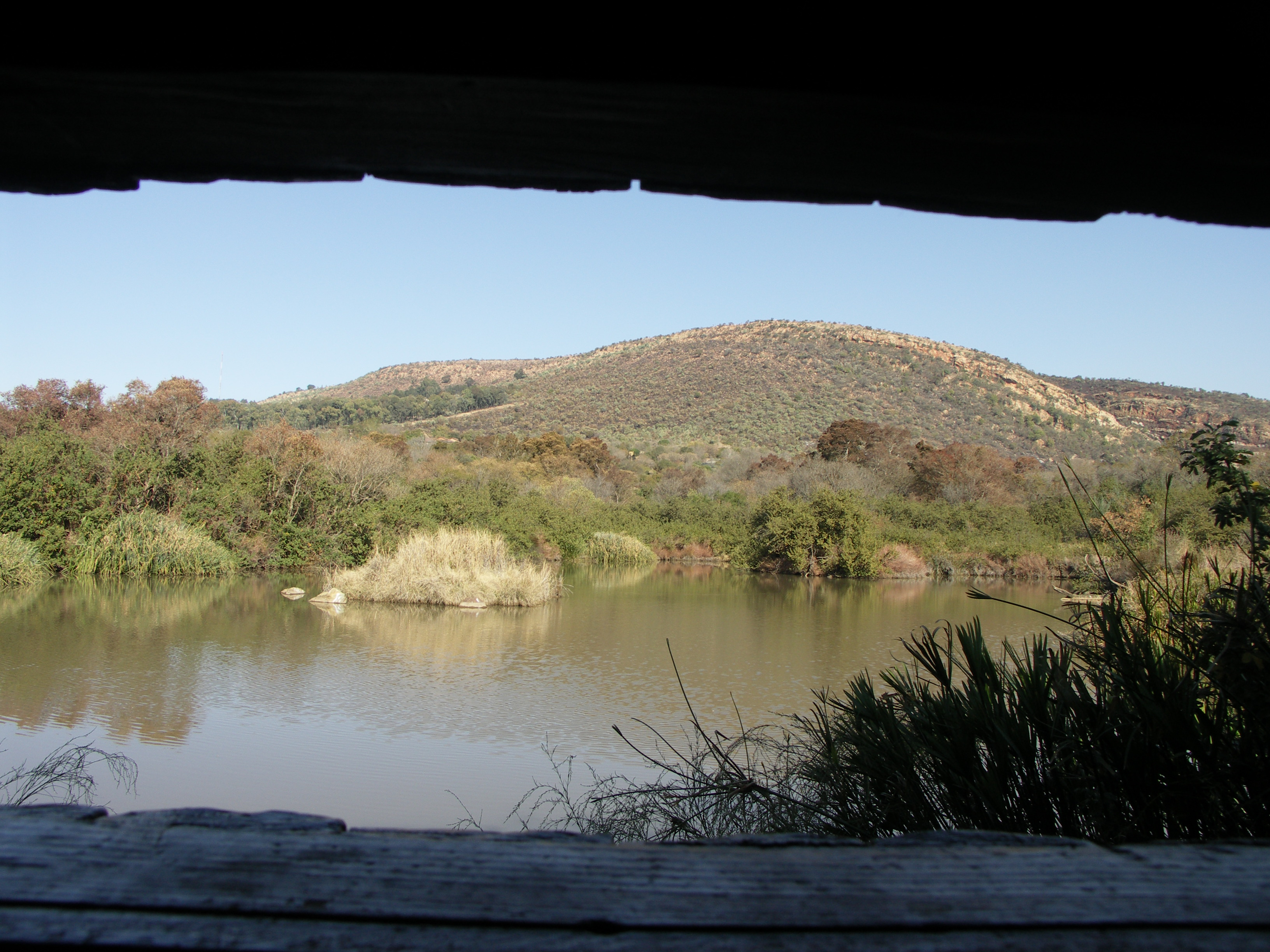
Charca desde el punto de observación en el Walter Sisulu NBT.
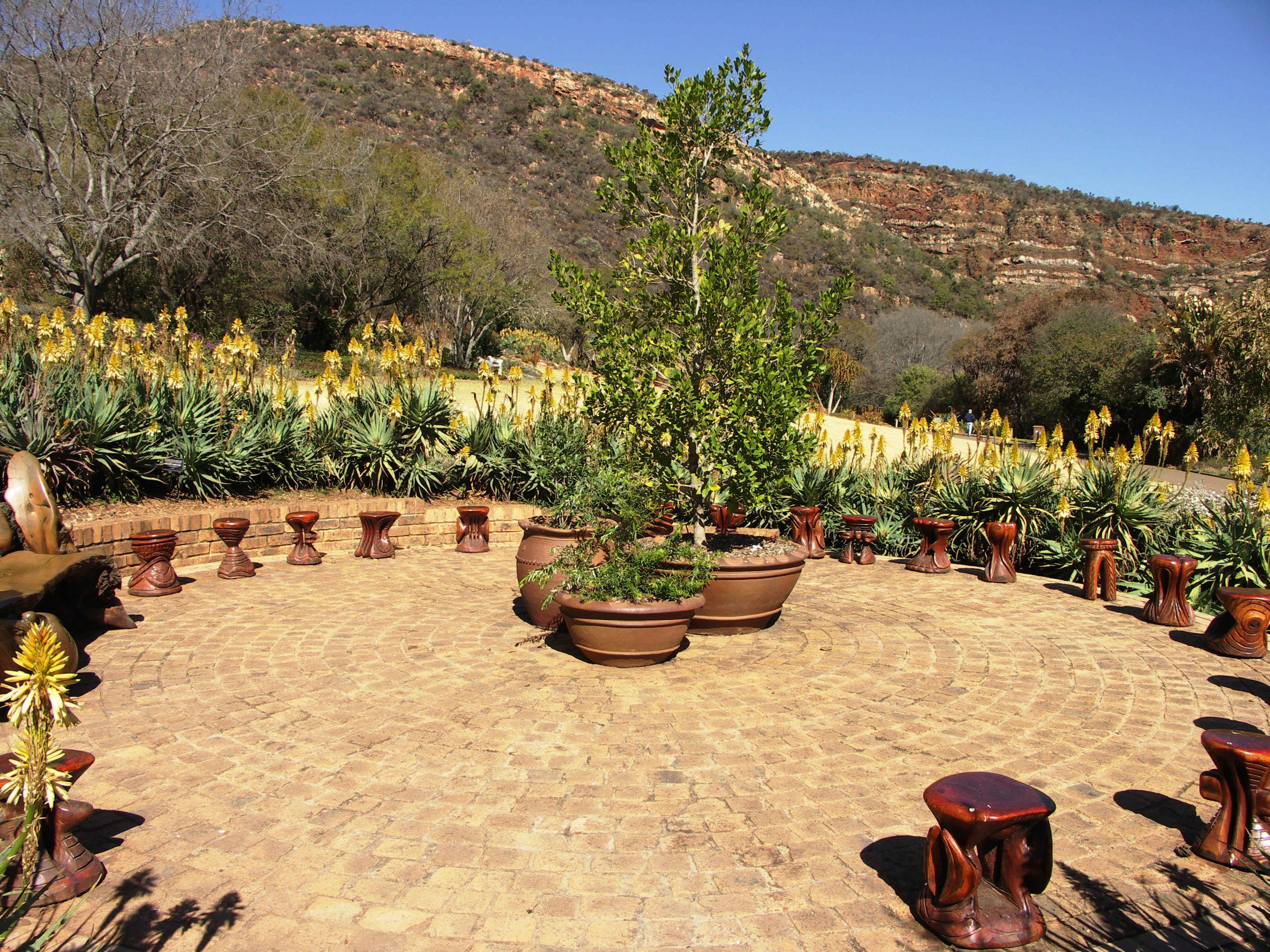
Una vista del Walter Sisulu National Botanical Garden.
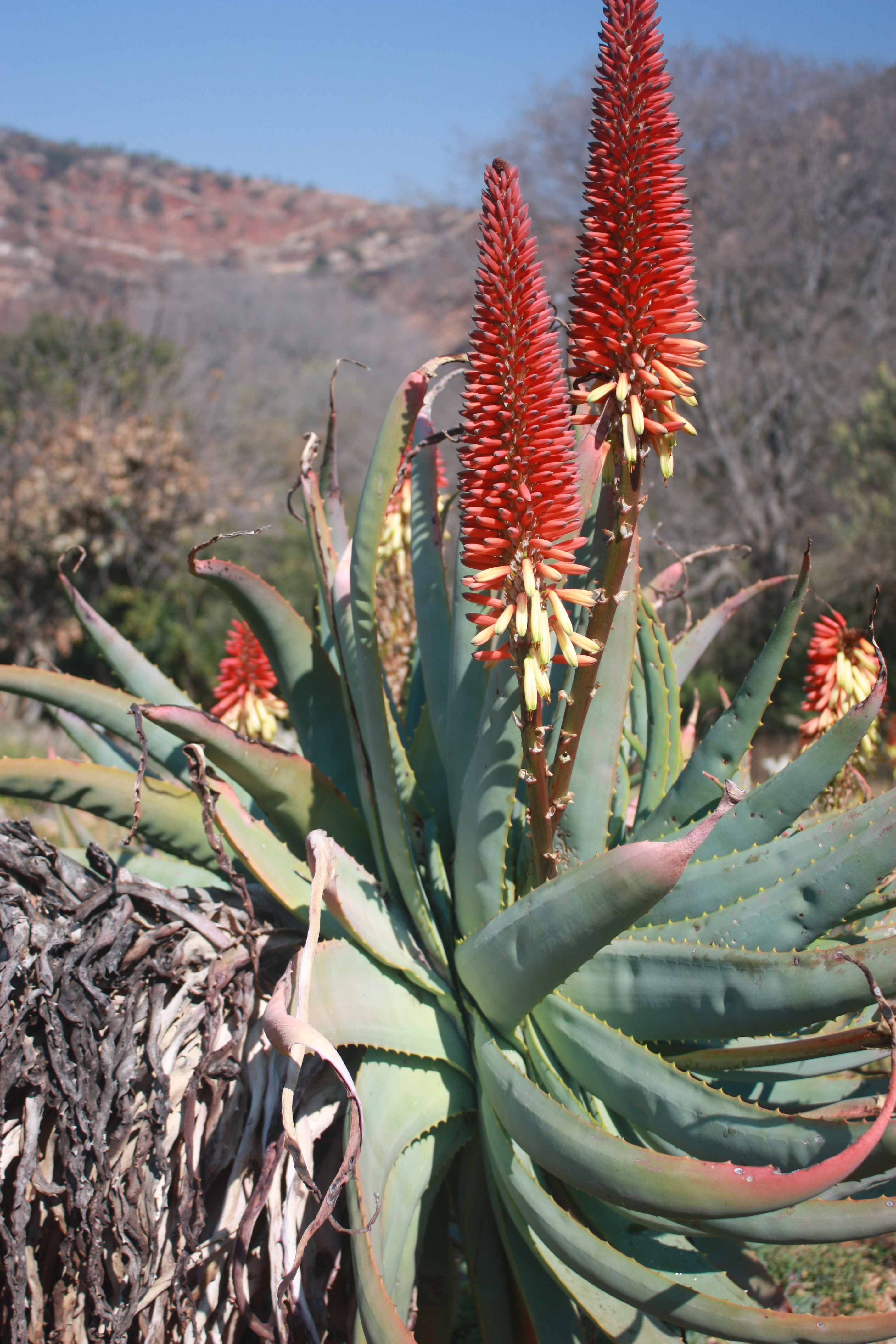
Aloe mutabilis Walter Sisulu NBT.
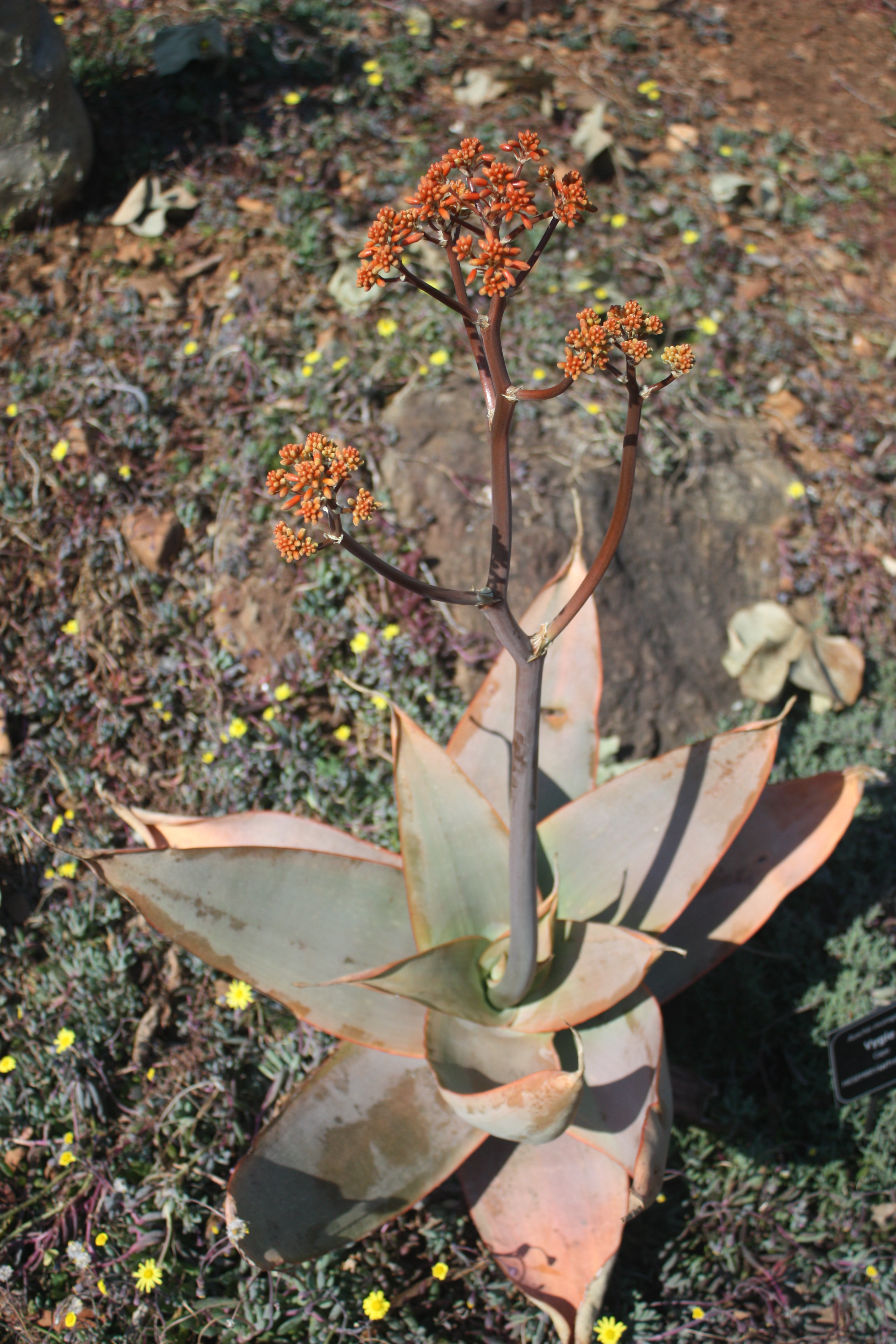
Aloe striata Walter Sisulu NBT.
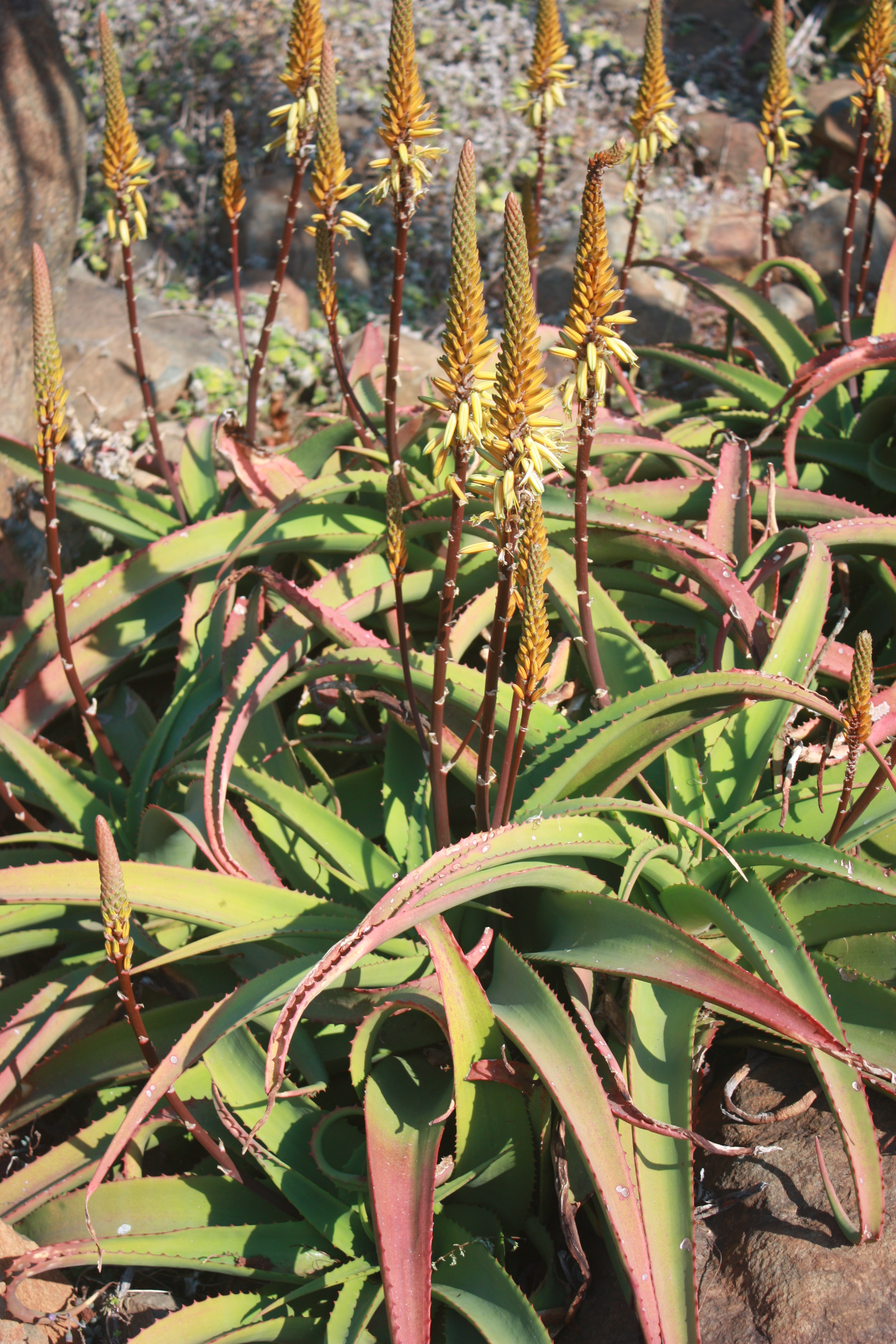
Aloe vanbalenii Walter Sisulu NBT
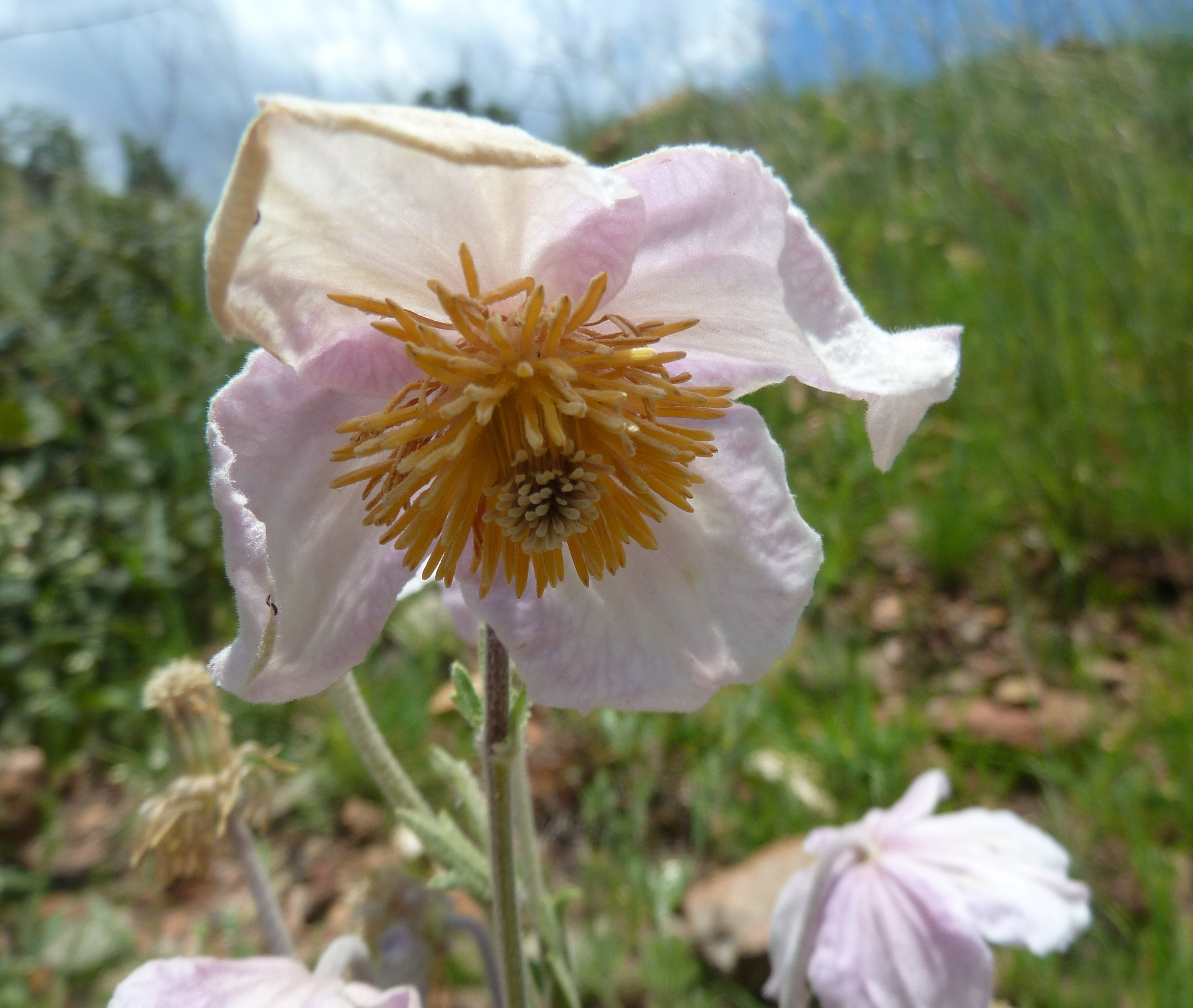
Clematis villosa subsp villosa.
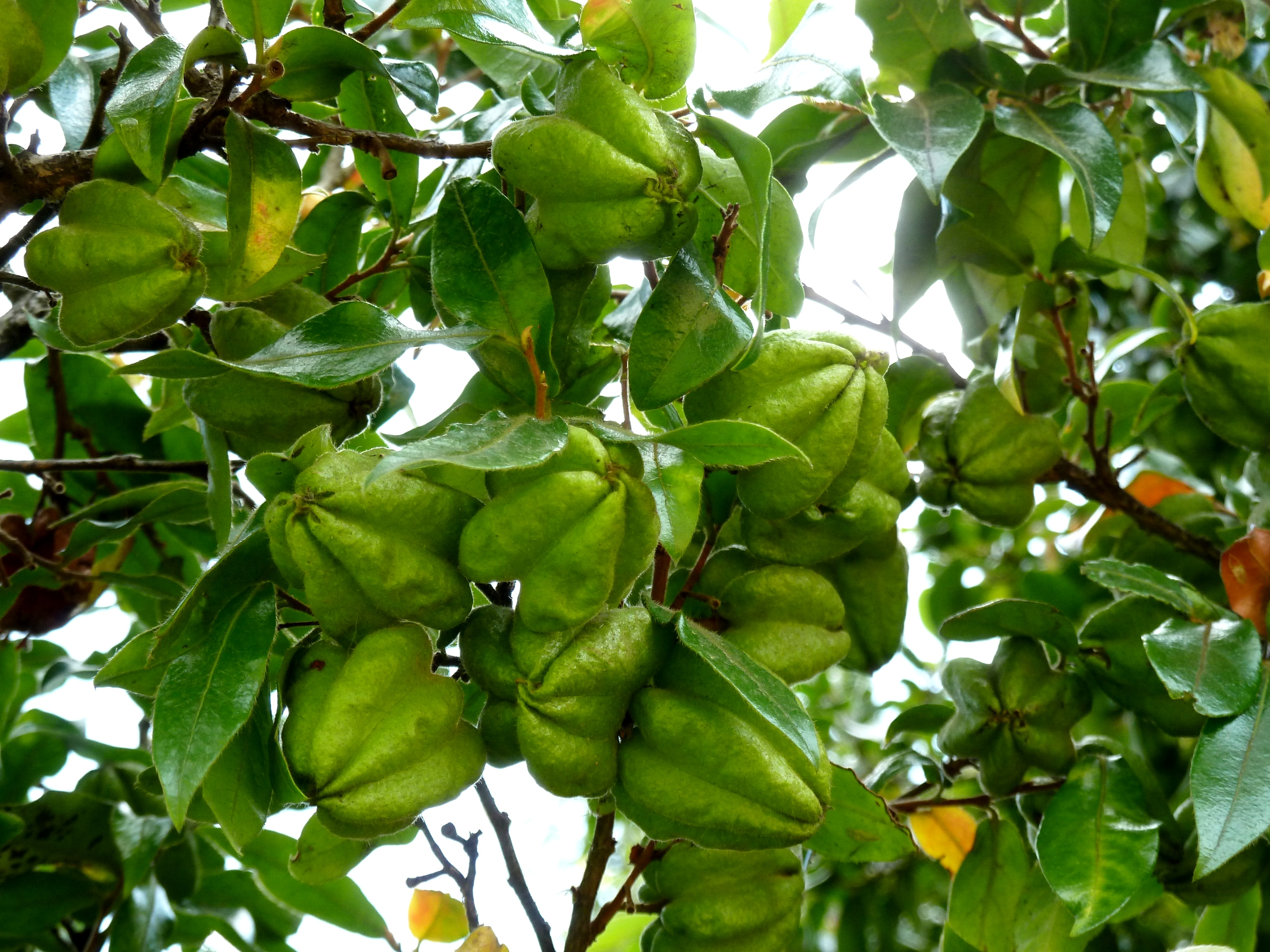
Diospyros whyteana en el Walter Sisulu NBT.
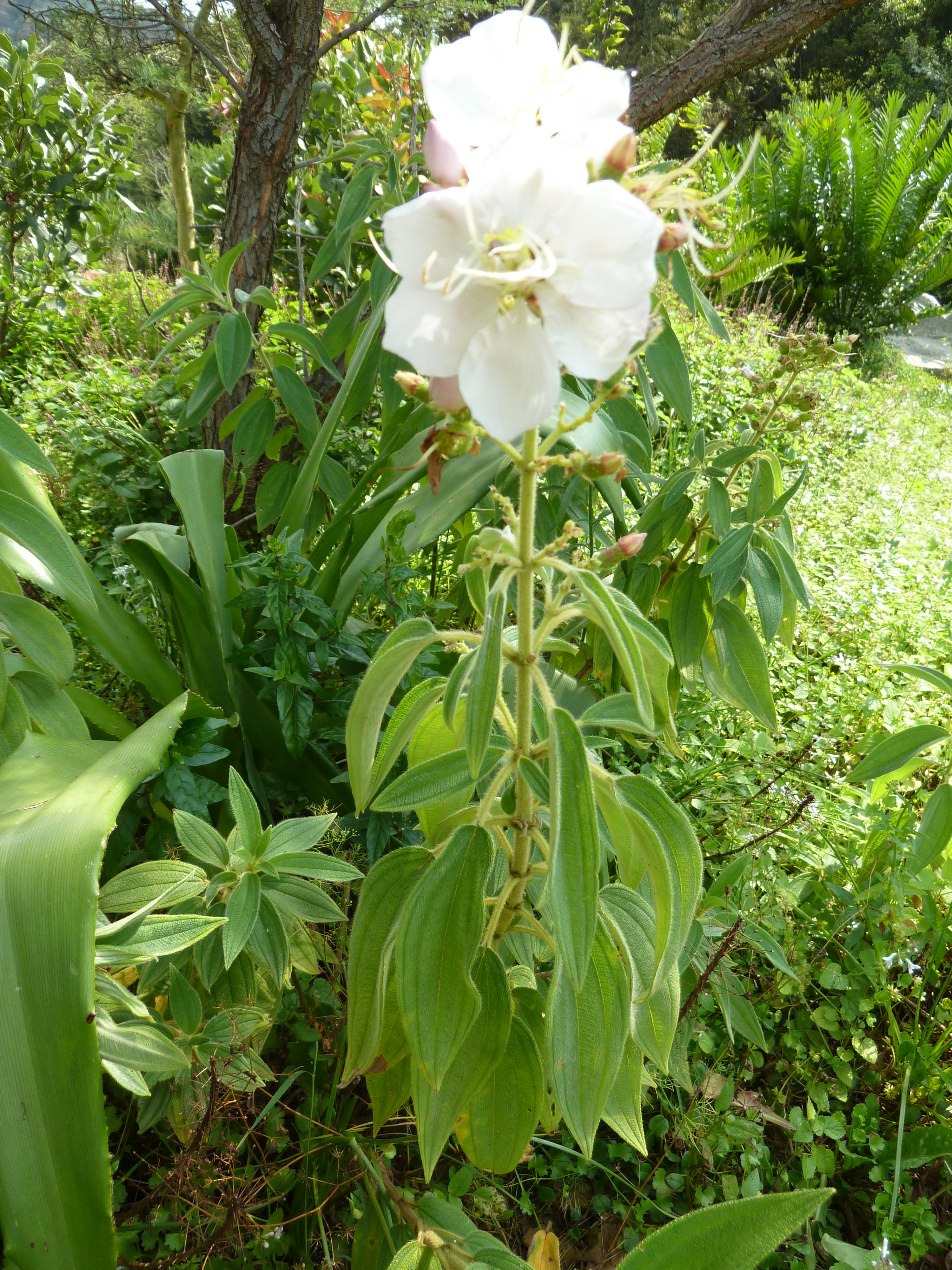
Dissotis princeps en el Walter Sisulu NBT.
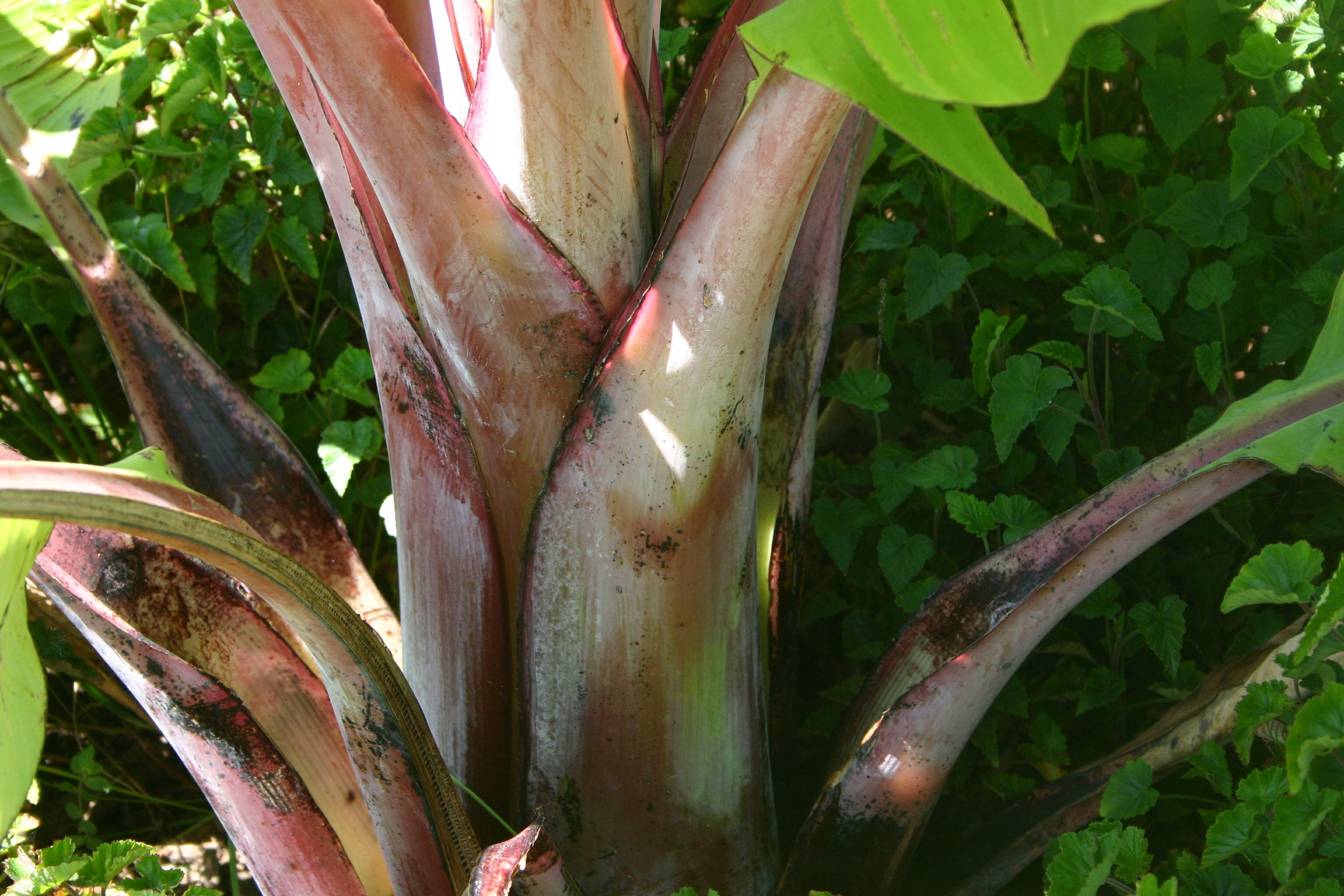
Ensete ventricosum en el Walter Sisulu NBT.
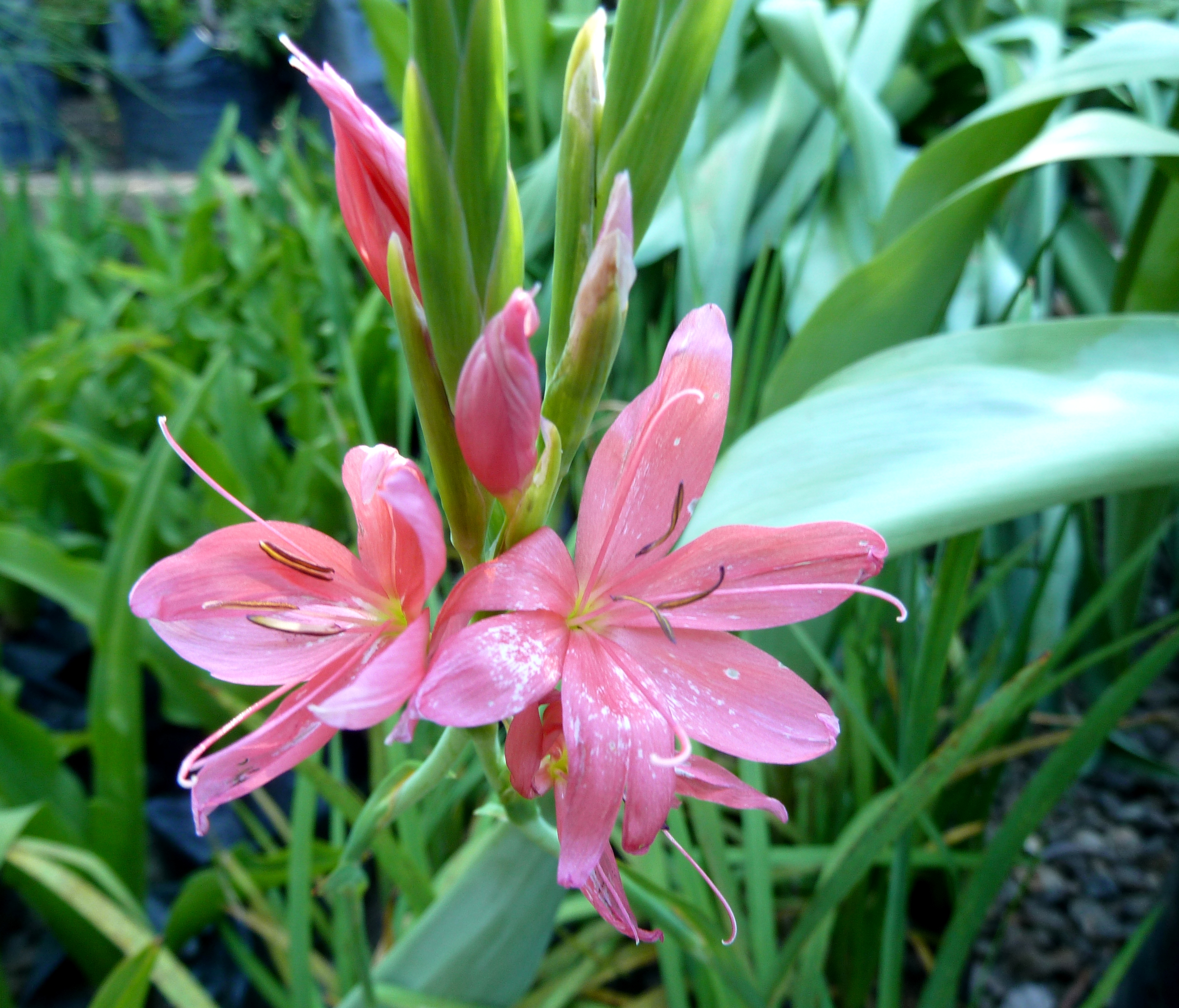
Hesperantha coccinea en el Walter Sisulu NBT.
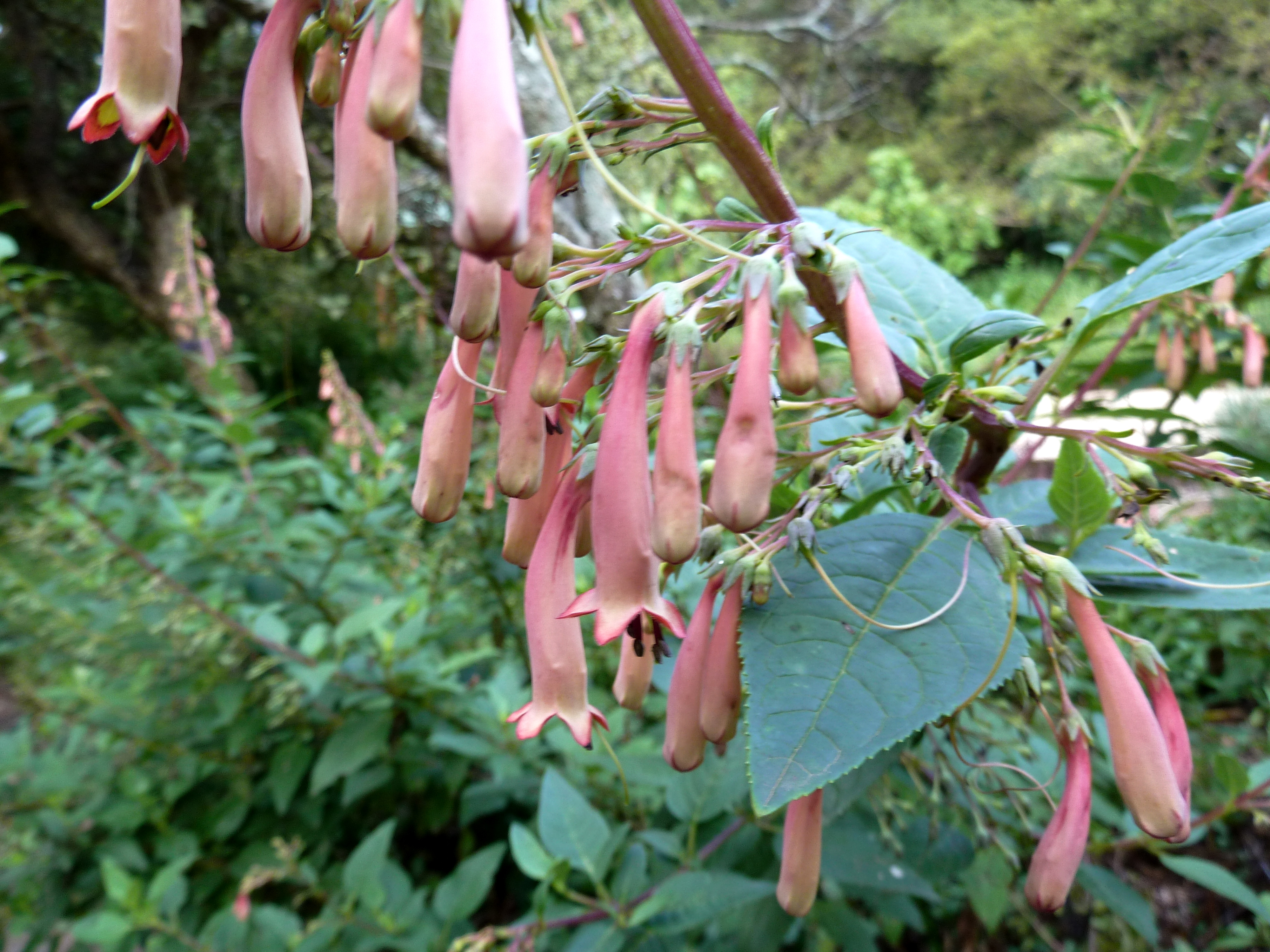
Phygelius aequalis Walter Sisulu NBT.
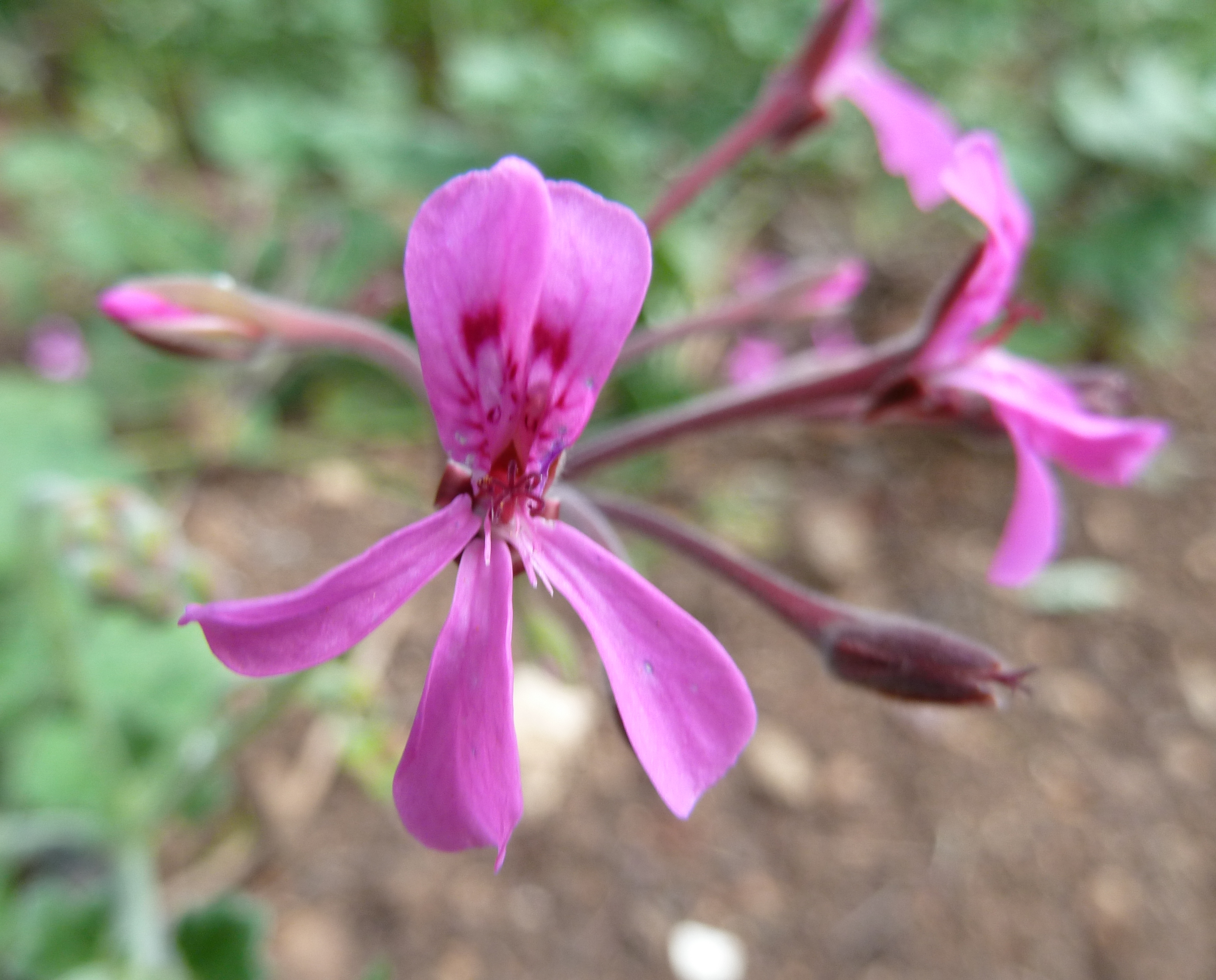
Pelargonium reniforme en el  Walter Sisulu NBT.
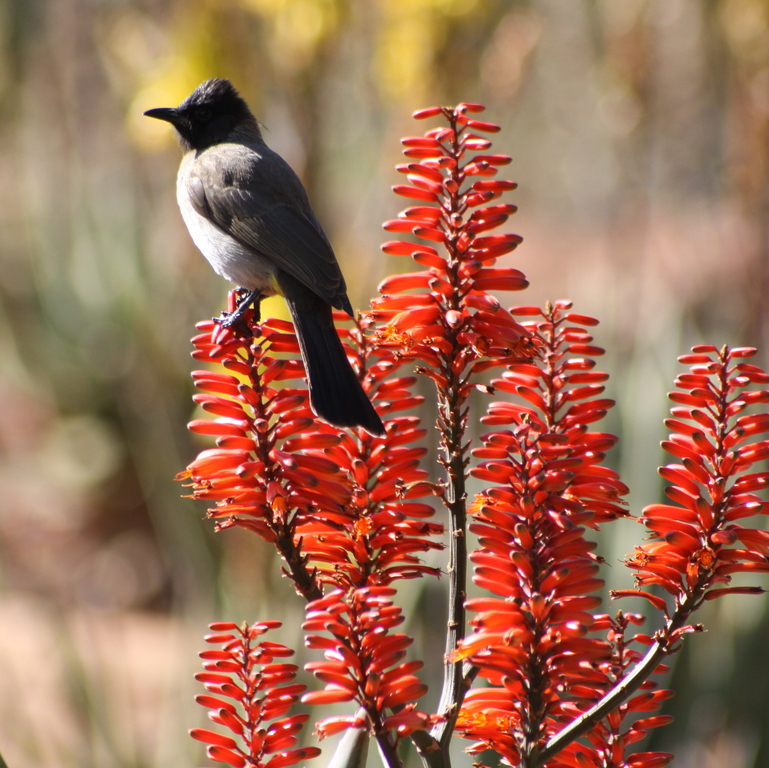
El ave Pycnonotus tricolor en el Walter Sisulu NBT.
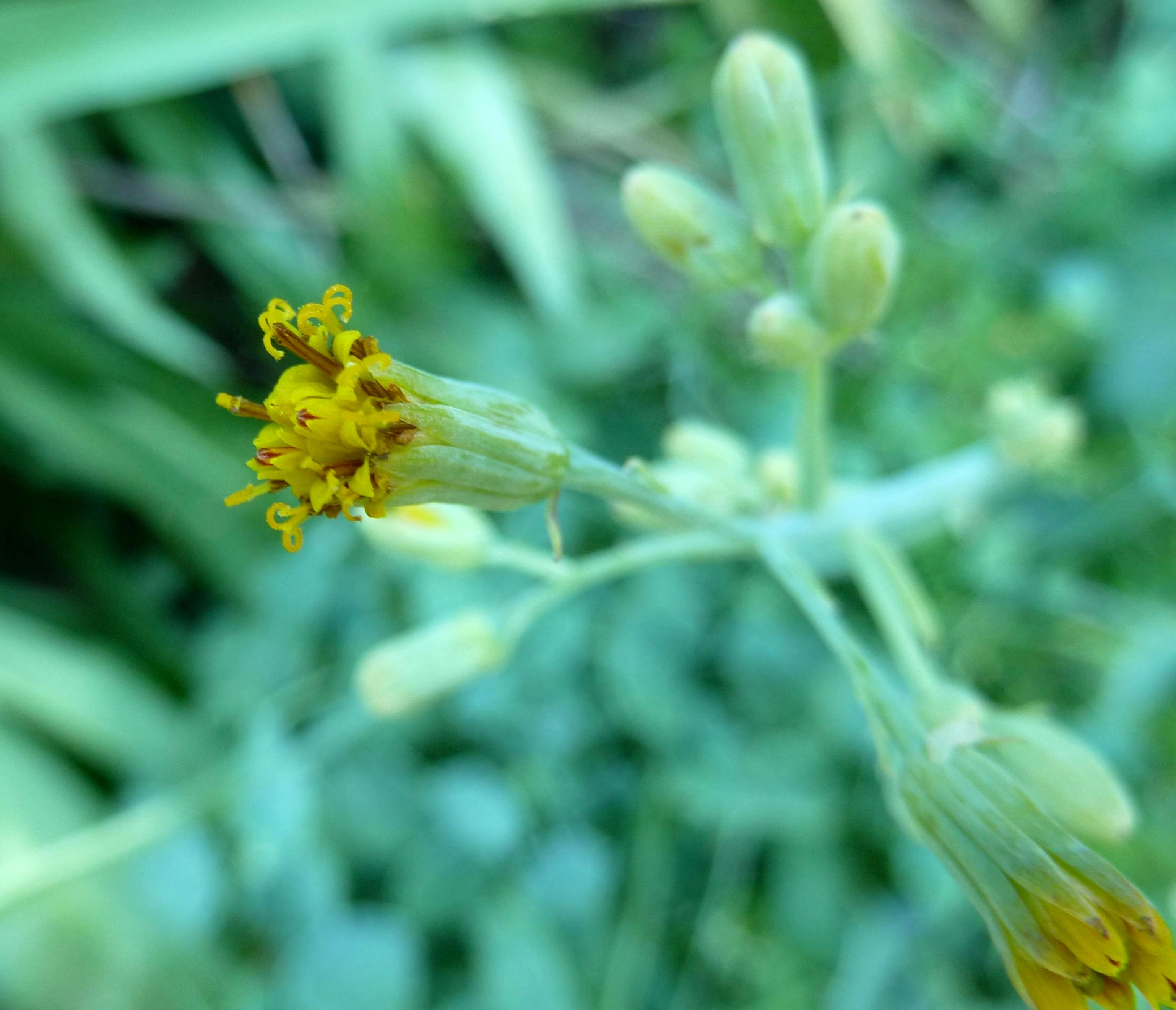
Senecio oxyriifolius subsp oxyriifolius en el Walter Sisulu NBT.
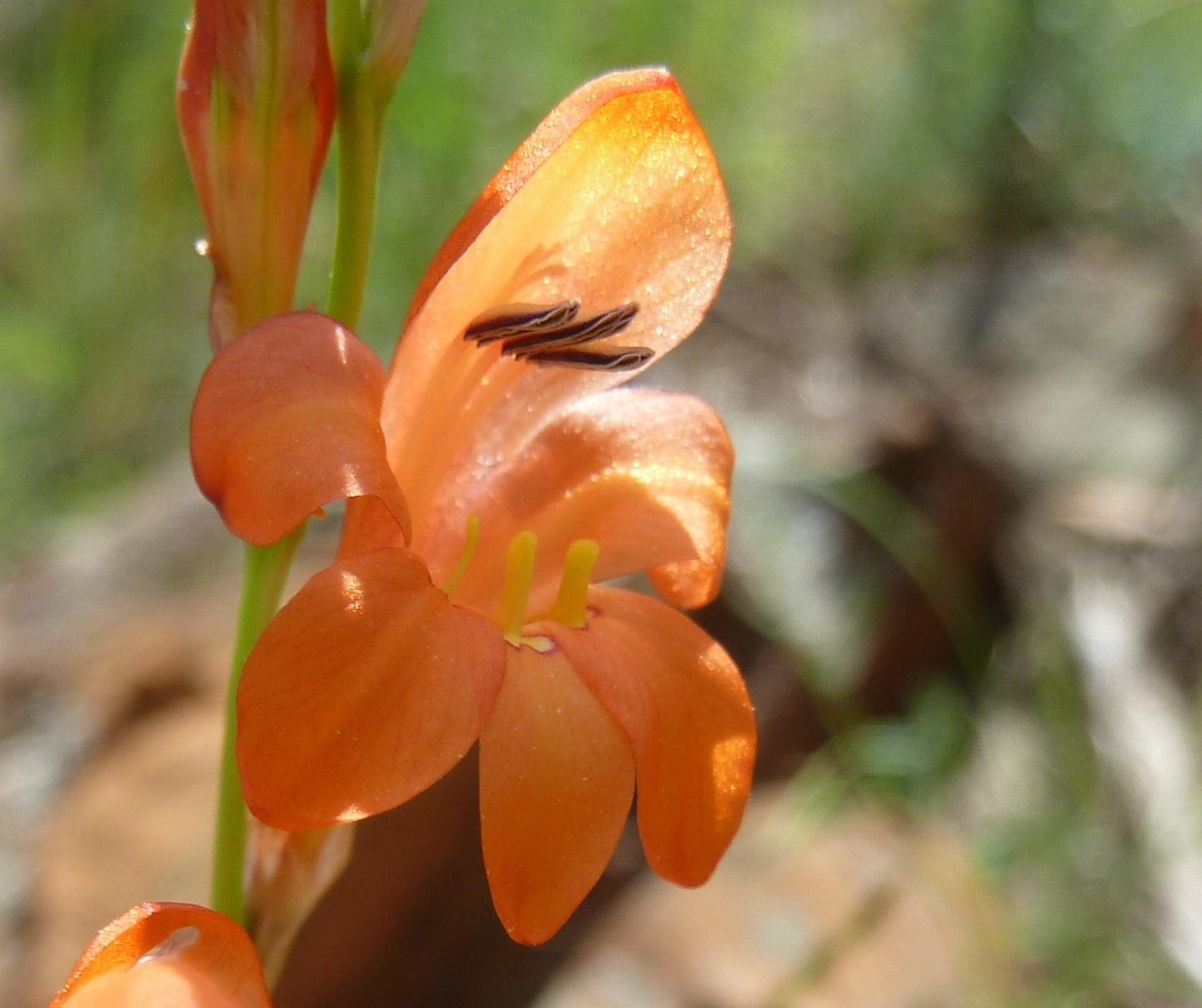
Tritonia nelsonii en el Walter Sisulu NBT.